# Костенково (Рязанская область)
Костёнково — деревня в Рыбновском районе Рязанской области. Входит в Батуринское сельское поселение.

## География
Находится в западной части Рязанской области на расстоянии приблизительно 16 км на запад по прямой от железнодорожного вокзала в городе Рыбное.

## История
На карте 1850 года показана как поселение с 10 дворами. В 1859 году здесь (тогда деревня Зарайского уезда Рязанской губернии) было учтено 18 дворов, в 1897 — 29.

## Население
Численность населения: 113 человек (1859 год), 219 (1897), 16 в 2002 году (русские 94 %), 11 в 2010.